# Lars Grini
Lars Grini (né le 29 juin 1944) est un ancien sauteur à ski norvégien.

## Palmarès

### Jeux olympiques
| Épreuve / Édition | Grenoble 1968 |
| Petit Tremplin    | 13e           |
| Grand Tremplin    | Bronze        |

### Championnats du monde
| Épreuve / Édition | Vysoke Tatry 1970 |
| Petit Tremplin    | Bronze            |